# 泽苔草
泽苔草（学名：Caldesia parnassifolia）是泽泻科泽苔草属的植物。分布在大洋洲、俄罗斯、日本、欧洲、朝鲜、非洲以及中国大陆的内蒙古、黑龙江、江苏、云南等地，生长于海拔1,000米至1,500米的地区，一般生长在沟渠中、稻田边、湖中、静水中、丘间湖中、湿地、湖边、水边和水中，目前尚未由人工引种栽培。

## 异名
- Caldesia reniformis (D. Don) Makino